# Jardim Gramacho
Jardim Gramacho è un quartiere della città brasiliana di Duque de Caxias, a nord di Rio de Janeiro. È stato il sito di una delle più grandi discariche del mondo, chiusa nel giugno 2012 dopo 34 anni di funzionamento. La discarica era stata avviata negli anni settanta in una zona umida ecologicamente sensibile adiacente alla Baia di Guanabara.
La Catadores Associação dos fare Aterro Metropolitano de Jardim Gramacho (Associazione raccoglitori della discarica metropolitana di Jardim Gramacho) è un'organizzazione di persone che differenzia la spazzatura nella discarica, trovando e vendendo materie riciclabili come mezzo di sopravvivenza.
Nel 2010 il film Waste Land ha documentato due anni di lavoro dell'artista contemporaneo Vik Muniz con la collaborazione delle persone che lavoravano in Jardim Gramacho.